# Little Richard’s Greatest Hits – Recorded Live!
Little Richard’s Greatest Hits – Recorded Live! ist das zweite Musikalbum von Little Richard für Okeh Records. Es wurde 1967 im CBS Studio in Hollywood mit Publikum als Livealbum aufgenommen und beinhaltet zum Großteil funkig-soulige Neuaufnahmen von Rock-’n’-Roll-Hits aus Little Richards erfolgreicher Zeit Mitte der 1950er Jahre. Trotz der Mitarbeit namhafter Musiker als Band und Produzent war das Album nur mäßig erfolgreich.

## Musikstil
Das Album hat einige Besonderheiten gegenüber anderen Live-Aufnahmen Little Richards. Durch die Instrumentalisierung mit einer am Funk orientierten Rhythmusgruppe, die auch zwischen den Liedern die aufgedrehten und selbstlobenden Ansagen des Sängers mit einem treibenden Beat untermalen, und dem ausgiebigen Einsatz von Bläsern mit Trompeten- und Saxophoneinwürfen werden Little Richards Rock-’n’-Roll-Klassiker wie The Girl Can’t Help It, Long Tall Sally oder True Fine Mama dem musikalischen Zeitgeist angepasst. Zudem wird zugunsten einer komprimierten Darbietung der bekannten Refrains oft auf einige Strophen verzichtet, so dass die Songs eher kurz ausfallen. Bei Get Down With It und You Gotta Feel It handelt es sich um Soul-Stücke, die Richard erst in jüngerer Zeit ins Repertoire aufgenommen hatte. Das konsequent moderne Arrangement, die keine Pausen zulassende Präsentation des Künstlers samt einleitender Ankündigung des MCs und das ausgesucht begeisterte Publikum verbinden sich zu einem ungewöhnlichen Greatest Hits-Album.

## Entstehungsgeschichte
Nachdem Little Richards erstes Album unter Okeh Records, einer Tochter von CBS, mit dem Titel The Explosive Little Richard gefloppt hatte, entschieden die Labelchefs, Richards erfolgreiche Rock-’n’-Roll-Hits aus seiner Zeit bei Specialty Records vom Ende der 1950er Jahre neu einzuspielen. Little Richard, dessen Vertrag kein Mitspracherecht bei Auswahl und Arrangement vorsah, kannte diese Strategie bereits von seinen früheren Label-Wechseln zu Vee-Jay Records (1964) und Modern Records (1965).
Mit der Produktion wurde Larry Williams beauftragt, mit dem Richard bereits bei Specialty Records um 1956/57 gearbeitet hatte und der zu dieser Zeit als Künstler, Produzent und A&R-Manager bei Okeh beschäftigt war und bereits die Aufnahmen zu The Explosive Little Richard geleitet hatte. Die Besonderheit dieser Live-Aufnahmen ist, dass sie nicht als Mitschnitt eines regulären Konzerts in einer entsprechenden Konzerthalle entstand, sondern dass ein kleines, aber enthusiastisches Publikum in ein Studio von CBS in Hollywood eingeladen wurde und so mit professioneller Aufnahmetechnik im imaginären „Club Okeh“ ein „Studio-Live“-Album entstand. Richard war mit Williams’ Arbeit allerdings nicht zufrieden und kritisierte, dass er wie Motown klingen solle.
Für die Begleitband konnten mit Billy Preston an der Orgel und Johnny „Guitar“ Watson an der Gitarre zwei renommierte Musiker, die zu dieser Zeit bei Okeh Records arbeiteten, gewonnen werden. Eddie Fletcher am Bass und Glenn Willings an der zweiten Gitarre waren langjährige und vertraute Begleitmusiker Little Richards im Studio und auf Tour als Mitglieder seiner aktuellen Liveband „The Crown Jewels“. Wade Jackson am Schlagzeug sowie Frank McCrary und Boogie Daniels an den Saxophonen vervollständigen die Besetzung.
Nach Little Richard’s Greatest Hits – Recorded Live! spielte Richard kein Album für Okeh mehr ein. Außer einigen unveröffentlichten Songs und drei Singles für Brunswick Records gab es während der zweijährigen Vertragslaufzeit mit Okeh keine Aufnahmen mehr. Sein neuer Vertrag mit Reprise Records läutete ab 1970 den Höhepunkt seines 1963 gestarteten Comebacks ein.

## Titelliste
Seite 1:
1. Lucille – 2:49 (Al Collins/Richard Penniman)
2. The Girl Can’t Help It – 1:25 (Bobby Troup)
3. Tutti Frutti – 1:17 (Richard Penniman/Dorothy La Bostrie)
4. Send Me Some Lovin’ – 2:00 (Leo Price/John Marascalco)
5. Long Tall Sally – 1:17 (Enotris Johnson/Richard Penniman/Robert Blackwell)
6. Get Down With It – 6:24 (Richard Penniman)

Seite 2:
1. True Fine Mama – 2:10 (Richard Penniman)
2. Jenny, Jenny – 1:18 (Richard Penniman/Enotris Johnson)
3. Good Golly Miss Molly – 1:30 (John Marascalco/Robert Blackwell)
4. Whole Lotta Shakin’ Goin’ On – 3:55 (David Williams/Sunny David)
5. Anyway You Want Me – 2:40 (A. McRae)
6. You Gotta Feel It – 4:55 (Eugene Pitt)

Bei Anyway You Want Me handelt es sich entgegen den Angaben auf der LP-Hülle um ein Jimmy-Reed-Medley aus Baby What You Want Me to Do und You Don’t Have to Go. Drei am gleichen Abend gespielte Titel wurden nicht auf das Album übernommen und blieben unveröffentlicht: I’m In Love Again, Rip It Up und Keep A-Knockin’.

## Veröffentlichungen und Charterfolge
Das „Live“-Konzert wurde erstmals im Juli 1967 in den Vereinigten Staaten auf Okeh LP-14121 veröffentlicht und fiel wie sein Vorgänger bei der Käuferschaft weitestgehend durch. Eine kurzfristige Platzierung in den hohen Hot 100 Album Charts war dennoch Little Richards größter Erfolg nach seinem Comeback 1963. Im Februar 1969 legte das Label mit Okeh 7325 eine verspätete Single-Auskopplung mit den Titeln Lucille und Whole Lotta Shakin’ Goin’ On vor. Epic Records, eine weitere Tochter von CBS, veröffentlichte das Album in Deutschland, Frankreich, Spanien und in den Niederlanden. Die britische Ausgabe erfolgte erst 1977 auf Embassy Records. Der Mutterkonzern CBS bediente den australischen Markt. Epic/Columbia Records EK 40389 ist die Bezeichnung der CD-Ausgabe von Little Richard’s Greatest Hits – Recorded Live!.